# Bristol Bombay
Bristol Bombay là một máy bay ném bom hạng trung và vận tải quân sự của Anh, nó được trang bị cho Không quân Hoàng gia trong Chiến tranh thế giới II.

## Biến thể
- Type 130: Mẫu thử.
- Type 130A Bombay Mk I: Phiên bản vận tải quân sự và ném bom hạng trung. Định danh ban đầu Type 130 Mark II.
- Type 137 Phiên bản vận tải dân sự đề xuất. Không chế tạo
- Type 144 Thiết kế tham gia cạnh tranh, không chế tạo (mẫu máy bay chiến thắng là Handley Page Harrow)

## Quốc gia sử dụng
Úc
- Không quân Hoàng gia Australia

 Anh Quốc
- Không quân Hoàng gia

## Tính năng kỹ chiến thuật (Bombay Mk.I)
The British Bomber since 1914 

### Đặc điểm riêng
- Tổ lái: 3-4
- Sức chứa: 20 lính trang bị đầy đủ hoặc 10 cáng tải thương
- Chiều dài: 69 ft 3 in (21,1 m)
- Sải cánh: 95 ft 9 in (29,2 m)
- Chiều cao: 19 ft 11 in (6,1 m)
- Diện tích cánh: 1.340 ft² (124,5 m²)
- Trọng lượng rỗng: 13.800 lb (6.260 kg)
- Trọng lượng có tải: 20.180 lb (9.173 kg)
- Động cơ: 2 × Bristol Pegasus XXII, 1.010 hp (755 kW) mỗi chiếc

### Hiệu suất bay
- Vận tốc cực đại: 167 kn (192 mph, 309 km/h)
- Vận tốc hành trình: 139 kn (160 mph, 268 km/h)
- Tầm bay: 1.940 nmi (2.230 mi, 3.560 km)
- Trần bay: 24.850 ft (7.600 m)
- Vận tốc lên cao: 750 ft/phút (3,8 m/s)
- Lực nâng của cánh: 14,9 lb/ft² (72,9 kg/m²)
- Lực đẩy/trọng lượng: 0,10 hp/lb (170 W/kg)

### Vũ khí
- 2 súng máy Vickers K 0.303 in (7,7 mm)
- 2.000 lb (907 kg) bom